# Difracción de Fraunhofer

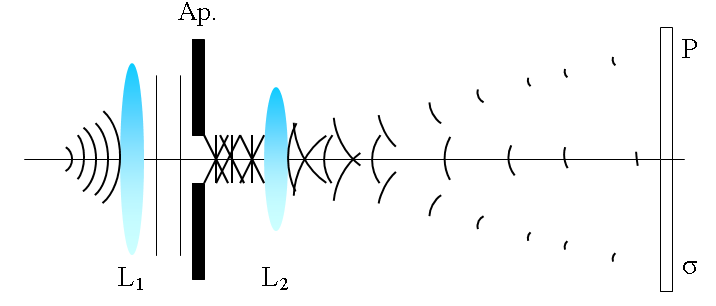
Una forma práctica de lograr la difracción de Fraunhofer en condiciones de laboratorio es utilizando lentes convergentes y divergentes para lograr el campo lejano y las ondas planas.

La Difracción de Fraunhofer o también difracción del campo lejano es un patrón de difracción de una onda electromagnética cuya fuente (al igual que la pantalla) se encuentran infinitamente alejadas del obstáculo, por lo que sobre este y sobre la pantalla incidirán ondas planas.
La difracción de Fraunhofer es, de esta manera, un caso particular de la difracción de Fresnel, y que también resulta más sencillo de analizar, debido a que la distancia de la abertura con la de la pantalla es muy grande y los rayos pueden ser analizados como paralelos, cosa que en el experimento de Fresnel no ocurre.
Este tipo de fenómeno es observado a distancias más lejanas que las del campo cercano de la difracción de Fresnel y ocurre solamente cuando el número de Fresnel es mucho menor que la unidad y se puede realizar la aproximación de rayos paralelos.